# Noriko Hidaka
Noriko Nagai (jap. 永井 範子 Nagai Noriko; urodzona jako Noriko Itō (jap. 伊東 範子 Itō Noriko), ur. 31 maja 1962), bardziej znana jako  Noriko Hidaka (jap. 日高 のり子 Hidaka Noriko) – japońska seiyū, piosenkarka i narratorka.

## Wybrane role głosowe

### Seriale anime
- 1989: Piotruś Pan jako Piotruś Pan
- 1991: Super Dan jako Ichigeki Danpei (Dan)
- 1997: Pokémon jako Kaoruko
- 2002: MegaMan NT Warrior jako Mariko Ōzono
- 2003: Sonic X jako Helen
- 2008: Chi’s Sweet Home jako mama
- 2011: Suite Pretty Cure

### Filmy anime
- 1988: Mój sąsiad Totoro jako Satsuki Kusakabe
- 2004: Ostatni strażnik magii
- 2014: Detective Conan: Dimensional Sniper jako Masumi Sera

### Tokusatsu
- 2014: Ressha Sentai ToQger jako panna Gritta